# اللجمة (المسيمير)

تعديل مصدري - تعديل

اللجمة هي إحدى قرى عزلة المسيمير بمديرية المسيمير التابعة لمحافظة لحج، بلغ تعداد سكانها 189 نسمة حسب تعداد اليمن لعام 2004.